# Emma Heming
Emma Frances Heming (Malta no dia 18 de junho de 1978) é uma modelo e atriz inglesa-americana.
Casou com Bruce Willis em 21 de março de 2009.

## Vida pessoal
Apesar de ter nascido em Malta, Emma declarou que cresceu na Califórnia. Ela casou com o ator Bruce Willis em Turks e Caicos em 21 de março de 2009. Entre os convidados estavam a ex-mulher de Willis, Demi Moore, suas três filhas, e o ex-marido de Moore Ashton Kutcher. A cerimônia não foi legalizada no civil, por isso o casal se casou novamente em uma cerimônia em Beverly Hills seis dias depois.
Emma é madrasta de Rumer Willis, Scout Willis, e Tallulah Willis, filhas de Bruce Willis, de seu casamento anterior com Demi Moore e mãe de Mabel e Evelyn, da união com Bruce Willis.

## Carreira
Ela era uma porta-voz de La Senza lingerie.
Ela já apareceu em anúncios de Dior Bronze, Escada, Gap, Garnier, Intimissimi, Frieda John, Minelli, Oceano, Palmers, Redken, e fragrância Sonia Rykiel. Ela já estampou as capas de Elle francesa, Glamour EUA, Town and Country, e W Magazine.
Ela andou em desfiles de moda, incluindo numerosos Herve Leger, John Galliano, Paco Rabanne, Christian Dior, Maska, Thierry Mugler, Valentino, Ungaro Emanuel, Ralph Lauren e Victorias Secret.
Heming atualmente assinou contrato com a Models 1 em Londres, Mikas em Estocolmo, Gestão Visage Modelo, na Suíça, Modelos Diva na Dinamarca, Nova IMG York, a Elite Model Management, em Barcelona, Model Management Em seguida, em Milão, e The Model Management Moda em Milão.